# Seattle Liberation Front
Pour les articles homonymes, voir SLF.
Le Seattle Liberation Front (abrégé SLF) est un mouvement radical contre la guerre du Viêt Nam. Il a été fondé à Seattle, aux États-Unis, par Michael Lerner, professeur de philosophie à l'université de Washington et militant politique. Le mouvement a mené ses activités de protestation en 1970 et 1971.
Les membres les plus célèbres de la SLF sont les « Seattle Seven », sept membres inculpés de « complot visant à inciter à une émeute » à la suite d'une violente manifestation au palais de justice. Les Seattle Seven étaient Lerner lui-même, Jeff Dowd, Joe Kelly, Susan Stern, Michael Abeles, Charles Marshall III et Roger Lippman.

## Création du mouvement
Après que le regroupement national Students for a Democratic Society (littéralement Étudiants pour une société démocratique, abrégé SDS) a été dissous en 1969, Michael Lerner, venant tout juste d'arriver à Seattle, s'est senti obligé de monter son propre groupe local. Il invite Jerry Rubin, pour échanger sur le campus de l'université de Washington le 17 janvier 1970. Deux jours plus tard, le SLF est formé, en grande partie composés d'étudiants et de radicaux issus d'organisations récemment dissoutes (dont le SDS en 1969).
Une des premières actions du SLF a été d'organiser une manifestation en faveur des Chicago Seven, un groupe de radicaux chargés d'incitation à l'émeute à la convention américaine démocrate de 1968.

## Liens avec les Weathermen
Chip Marshall a été l'un des principaux leaders du SLF après la dissolution de son mouvement (le SDS) en 1969. Dans une interview pour le magazine Time en 1980, Marshall commente la prise de contrôle de la SDD par les Weathermen, une faction de gauche radicale. Il déclare que les Weathermen avaient établi des normes culturelles auxquelles les membres devaient se conformer. Marshall n'était pas d'accord avec la destruction de la monogamie, la rupture des liens familiaux et la dévaluation des relations personnelles. La relation entre les Weathermen et le SLF[Quoi ?] demeure alors quelque peu ambiguë. Les deux groupes partagent la plupart des mêmes points de vue politiques, ou participent ensemble à des protestations et des manifestations.

## Activités récentes
En raison de la publicité du procès, le SLF fait face à des dissensions idéologiques, des conflits de personnalité et des accusations de « machisme ». À la fin de 1971, le SLF est dissous, même si beaucoup de membres individuels continuent de promouvoir divers mouvements sociaux. Lerner, le fondateur de la SFL, est devenu le rédacteur en chef de Tikkun et un conseiller de Bill Clinton et Hillary Clinton. Jeff Dowd est devenu scénariste et producteur à Hollywood. Enfin, Chip Marshall est resté actif dans la politique à Washington.
Le mouvement a inspiré le réalisateur du film The Big Lebowski (1998), où le personnage principal « Le Duc », basé sur Jeff Dowd, déclare : « Avez-vous jamais entendu parler des Seattle Seven ? C'était moi ... et six autres gars. »